# منتخب السنغال تحت 23 سنة لكرة القدم
منتخب السنغال تحت 23 سنة لكرة القدم هو ممثل السنغال الرسمي في المنافسات الدولية في كرة القدم في فئة كرة قدم تحت 23 سنة للرجال، يديريه اتحاد السنغال لكرة القدم.